# هولینگشتدت (دیتمارشن)
هولینگشتدت (به آلمانی: Hollingstedt) یک شهر در آلمان است که در دیمارشن واقع شده‌است. هولینگشتدت ۳۲۹ نفر جمعیت دارد.